# Szatkai járás
A Szatkai járás (oroszul Саткинский район) Oroszország egyik járása a Cseljabinszki területen. Székhelye Szatka.

## Népesség
- 1989-ben 46 271 lakosa volt.
- 2002-ben 42 443 lakosa volt, melyből 33 812 orosz, 5065 tatár, 1831 baskír, 522 ukrán, 229 mordvin, 207 örmény, 182 fehérorosz, 121 csuvas stb.
- 2010-ben 86 176 lakosa volt, melyből 67 507 orosz, 10 303 tatár, 4189 baskír, 802 ukrán, 400 mordvin, 268 csuvas, 231 fehérorosz, 193 örmény, 154 német stb.